# Henry David Thoreau
Henry David Thoreau (12. července 1817 Concord, Massachusetts – 6. května 1862 Concord, Massachusetts) byl americký filozof, jeden z hlavních představitelů transcendentalismu, dále esejista, moralista a básník.

## Život
Narodil se jako David Henry Thoreau v Concordu ve státě Massachusetts jako třetí ze čtyř dětí Johna a Cynthie Thoreauových. Jeho sourozenci byli starší sestra Helen, mladší Sophia a o dva roky starší bratr John. V letech 1828–1833 navštěvoval concordskou akademii (Concord Academy) a poté pokračoval ve studiích na Harvardově univerzitě, kde se věnoval angličtině, řečtině, latině, filozofii, matematice, astronomii, teologii a nepovinně také přírodopisu, mineralogii, anatomii, francouzštině, němčině, italštině a španělštině. Zejména znalosti jazyků se ukázaly být velmi užitečné – díky nim mohl číst díla klasiků v originále a v některých jeho knihách se objevují například přímé citace v řečtině. Studia na Harvardu ukončil v roce 1837.
Po návratu z Harvardu přijal místo učitele na concordské Center School, ale pracovní poměr netrval dlouho. Po dvou týdnech přišel na hospitaci jeden z členů školní komise a mladému učiteli vytkl, že ve svých hodinách málo používá rákosku. Thoreau tedy náhodně vybral několik žáků, těm demonstrativně napráskal a ještě ten den dal výpověď. To ho v rodném městě nepostavilo do dobrého světla, stejně jako když se někdy v této době rozhodl změnit své původní jméno David Henry na Henry David. Většina jeho spoluobčanů totiž měla zato, že jméno dané při křtu, tedy od Boha, by člověk neměl měnit. V dalších letech se Thoreau podílel na činnosti rodinné továrny na výrobu tužek, živil se jako zeměměřič, se svým bratrem Johnem provozoval soukromou školu a pracoval jako zahradník a údržbář v domě svého přítele a mentora Ralpha Waldo Emersona.
V roce 1839 vyrazili bratři Thoreauovi na dvoutýdenní cestu lodí, kterou Henry později shrnul do jednoho týdne v knize Týden na řekách Concord a Merrimack (A Week on the Concord and Merrimack Rivers, 1849). O tři roky později John Thoreau (ml.) zemřel na tetanus, což Henry velice těžce nesl, ale zároveň v něm tato událost probudila kreativitu a přijal pak Emersonův návrh, aby napsal recenzi na přírodopisné zprávy o fauně a flóře Massachusetts. Vznikl tak jeho první esej s přírodní tematikou „Přírodopis státu Massachusetts" (Natural History of Massachusetts) publikovaný v časopise The Dial.
V březnu 1845 začal žít samotářský život. Počal si stavět chatku na pozemku vlastněném jeho dlouholetým přítelem Ralphem Waldo Emersonem. Do chatky, která jej stála přesně 28 dolarů a dvanáct a půl centu, se Thoreau symbolicky nastěhoval 4. července 1845 na americký Den nezávislosti. Od tohoto data se počítají dva roky a dva měsíce nezávislého života, které Thoreau strávil u jezera Walden, nedaleko svých přátel a rodiny v Concordu. Toto životní období později Thoreau popsal v díle Walden (1854).
Během svého pobytu u Waldenu (přesněji v červenci 1846) byl při jedné ze svých cest do města zatčen a vsazen do vězení pro daňový dluh. Thoreau totiž vědomě odmítl finančně podporovat stát, který vedl podle něj bezdůvodnou válku s Mexikem a toleroval otrokářství, a neplatil proto tzv. daň z hlavy. Daň za něj sice kdosi zaplatil – pravděpodobně jeho teta Maria Thoreauová –, takže ve vězení strávil pouze jednu noc. Jeho čin tehdy nevzbudil žádný větší společenský ohlas, ale na jeho základě sepsal Thoreau významnou esej „Odpor vůči vládě" (Resistance to Civil Government), jenž teprve po jeho smrti získala název Občanská neposlušnost (Civil Disobedience). Tato esej později významně ovlivnila bojovníky za lidská práva, jako byli např. Mahátma Gándhí nebo Martin Luther King.
Střídavě si vydělával na živobytí jako učitel, zemědělec nebo jako pracovník v továrně na tužky, jež patřila jeho rodině. Vynalezl rovněž stroj na zjednodušení výroby, a podařilo se mu tak snížit výrobní náklady.
Thoreau nepatřil k vášnivým cestovatelům. Nejraději trávil čas v lesích kolem svého rodného města a cestoval ve svém nitru. Přesto podnikl několik zajímavých výprav, např. k mysu Tresky (Cape Cod), do White Mountains ve státě New Hampshire a do oblasti kolem hory Katahdin v Maine.

## Filosofie
Snažil se obrodit osobnost návratem k přírodě. V osamoceném životě v lese viděl prostředek spásy před dehumanizačním působením civilizace. Byl velkým znalcem přírody, ale její znalost ve smyslu znalosti jejích jevů nepovažoval za podstatnou. Důležité pro něho bylo proniknout, vcítit se do ducha přírody a žít s ní v souladu. Kniha Walden přitom o něm vzbudila nesprávný dojem jako o poustevníkovi odmítajícím lidskou společnost a civilizaci. Pravda je, že do lesů neodešel, aby se stranil společnosti a lidí. Chtěl být blíže k přírodě. Jeho postoj k civilizaci je složitý. Zásadně ji neodmítal, a zejména ne kulturu (sám byl velmi vzdělaný a miloval klasická díla antiky, Číny, Anglie atp.) Viděl, že civilizace připravuje člověka o mnoho, a to o důležitější hodnoty, než které dává, a že sama je namnoze zneužívána proti lidem, a ti ji zneužívají na úkor opravdových hodnot ke zbytečnostem a rozmařilosti.

## Dílo
1. Vybrané eseje (s datem vydání):
- Aulus Persius Flaccus (1840)
- Služba (The Service, 1840)
- Výprava na horu Wachusett (A Walk to Wachusett, 1842)
- Zimní procházka (A Winter Walk, 1843)
- Ráj znovu (ne)nabytý (Paradise [To Be] Regained, 1843)
- Občanská neposlušnost (původně: Vzdor vůči státní vládě – Resistance to Civil Government, 1849)
- Chůze (Walking, 1862)
- Yankee v Kanadě (Yankee in Canada, 1853)
- Otroctví v Massachusetts (Slavery in Massachusetts, 1853)
- Život bez zásad (Life Without Principle, 1863)
- Podzimní barvy (Autumnal Tints, 1862)
- Obhajoba kapitána Johna Browna (A Plea for Captain John Brown, 1860)
- Mučednictví Johna Browna (Martyrdom of John Brown; jiný název: Po smrti Johna Browna – After the Death of John Brown, 1860)
- Poslední dny Johna Browna (The Last Days of John Brown, 1860)
- Sukcese lesních stromů (The Succession of Forest Trees, 1860)
- Divoká jablka (Wild Apples, 1862)

2. První knižní vydání esejů:
- Excursions (Boston: Ticknor and Fields, 1863)
- A Yankee in Canada, with Anti-Slavery and Reform Papers (Boston: Ticknor and Fields, 1866)

3. Knihy
a) vydané za Thoreauova života:
- Týden na řekách Concord a Merrimack (A Week on the Concord and Merrimack Rivers, Boston: James Munroe and Company, 1849)
- Walden aneb Život v lesích (Walden or Life in the Woods, Boston: Ticknor and Fields, 1854)

b) posmrtně vydané:
- Mainské lesy (The Maine Woods, Boston: Ticknor and Fields, 1864)
- Mys Tresky (Cape Cod, Boston: Ticknor and Fields, 1865)

4. Deníky
- Journal I-XIV (Boston: Houghton Mifflin Co., 1906)

## České překlady
- Walden čili Život v lesích. Praha : Jan Laichter, 1902. Překlad Zdeněk Franta.
- Walden či Život v lesích. Praha : Knihovna Walden, 1924. Překlad Miloš Seifert
- Toulky přírodou a pohledy do společnosti. Praha : Jan Laichter, 1925. Překlad: Zdeněk Franta, Čeněk Kočí.
- Přátelství. Praha : Sfinx – B. Janda, 1927. Překlad Emanuel Lešehrad. (Ve stejném svazku se nachází eseje R. W. Emersona "Kultura" a "Sebedůvěra". "Přátelství" je esej, který Thoreau zařadil do své první knihy Týden na řekách Concord a Merrimack.)
- Walden či Život v lesích. Praha : J. Otto, společnost s r.o., 1933. Překlad Miloš Seifert
- Walden čili Život v lesích. Praha : Jan Laichter, 1949. Překlad Zdeněk Franta. Ilustrace Rudolf Růžička.
- "Walden čili Život v lesích". In Chvála věcí. Praha : Albatros, 1980. Překlad Vladimír Smetáček. (Jde o krátký úryvek z první kapitoly knihy Walden čili Život v lesích.)
- "Šarlatový dub". In Věčná příroda. Praha : Albatros, 1984. Překlad Vladimír Smetáček. (Jde o část Thoreauova eseje "Podzimní barvy".)
- Walden aneb Život v lesích. Praha : Odeon, 1991. Překlad Josef Schwarz. ISBN 80-207-0278-4[p 1][6]
- Občanská neposlušnost a jiné eseje. Poprad : Christiania, 1994. Překlad Vladimír Paulíny. ISBN 80-967301-0-X
- Občanská neposlušnost. Brno : Zvláštní vydání, 1995. Upravený překlad Zdeňka Franty. ISBN 80-85436-22-1
- Chůze. Brno : Zvláštní vydání, 1995. Upravený překlad Zdeňka Franty. ISBN 80-85436-36-1
- Walden aneb Život v lesích. Praha : Paseka, 2006. Překlad Josef Schwarz. ISBN 80-7185-671-1
- Toulky přírodou. Praha : Paseka, 2010. Překlad Jan Hokeš. ISBN 978-80-7432-038-5
- Chůze. Praha : Dokořán, 2010. Překlad Jaroslava Kočová. Ilustrace: Lucie Straková. ISBN 978-80-7363-317-2
- Esence života: výběr z poezie. Praha : Obec širšího společenství českých unitářů, 2012. Překlad Lenka Štěpáníková. ISBN 978-80-904909-1-8
- Mainské lesy. Praha : Paseka, 2012. Překlad Jan Hokeš. ISBN 978-80-7432-195-5
- Občanská neposlušnost a jiné eseje. Praha : Nakladatelství Paseka, 2014. Překlad Jan Hokeš. ISBN 978-80-7432-340-9
- Občanská neposlušnost a jiné texty o svobodě a nesvobodě. Olomouc : Broken Books, 2014. Překlad Jaroslava Kočová. ISBN 978-80-905309-2-8
- Týden na řekách Concord a Merrimack. Praha : Malvern, 2017. Překlad Marie Vlachová a Tomáš Vondrovic.  ISBN 978-80-7530-105-5
- Walden aneb Život v lesích. V nakladatelství Leda vydání první. Voznice : Leda, 2018, 2019. Překlad Zdeněk Franta a Antonín Jarník. ISBN 978-80-7335-563-0
- Deník :1831-1861. Praha : Paseka, 2020. Překlad Jan Hokeš. ISBN 978-80-7432-972-2.